# Gordo
Gordo – miasto w Stanach Zjednoczonych, w stanie Alabama, w hrabstwie Pickens. W roku 2023 miasto zamieszkiwało 1578 osób, a gęstość zaludnienia wynosiła 192,4 osoby/km².